# Rezidence Kavčí hory
Rezidence Kavčí hory je rezidenční komplex v Praze 4-Nuslích, na rozhraní Pankrácké pláně a svahu na úpatí Kavčích hor, poblíž sídla České televize.

## Popis

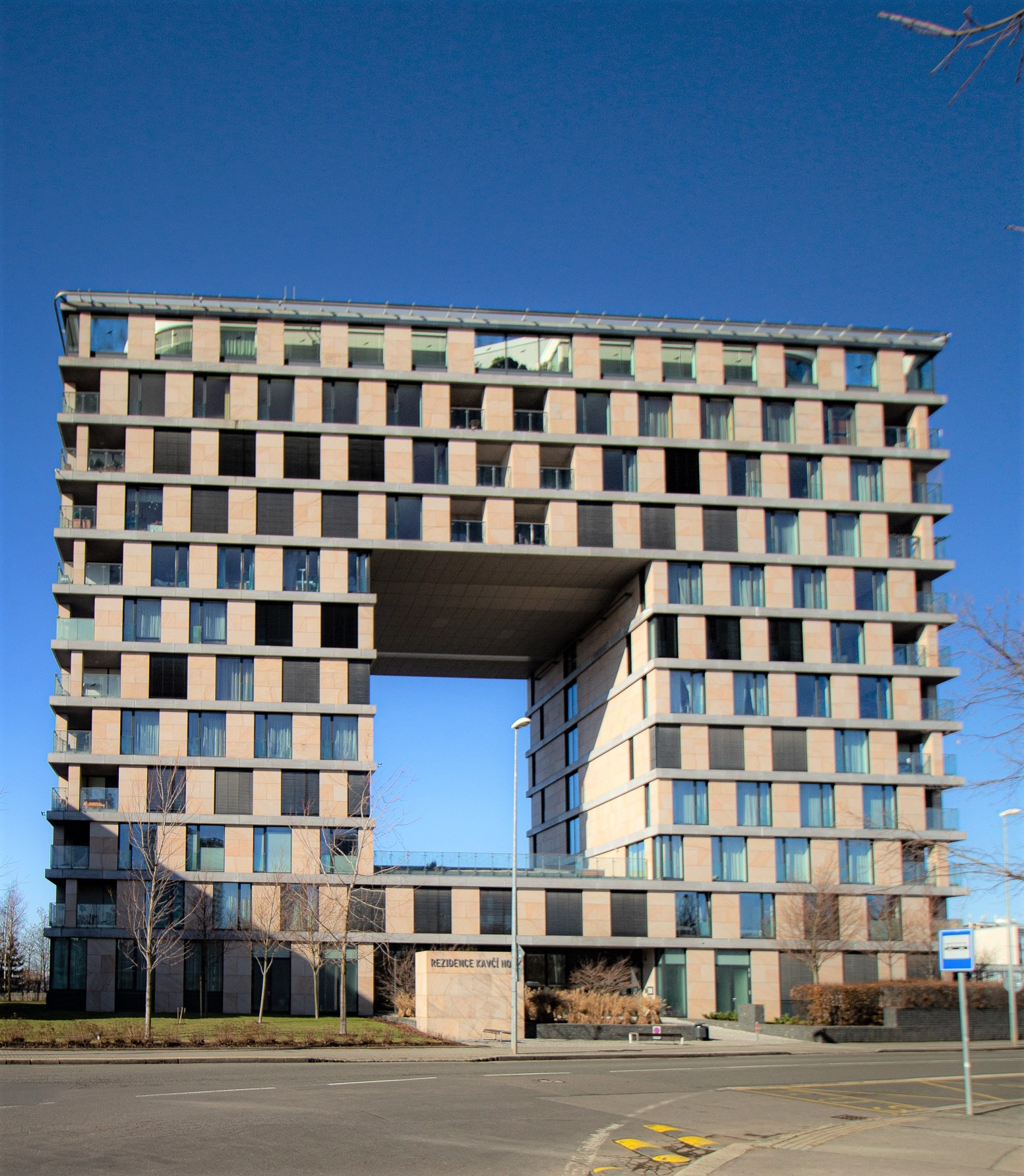
Budova A

Komplex tvořený dvěma budovami byl postaven mezi lety 2008 až 2010. Autorem návrhu je architektonický ateliér ADNS.
Budova A (hlavní budova) je vysoká 41 metrů, má 12 podlaží a uvnitř je 65 bytových jednotek. Uprostřed hmoty budovy, mezi třetím a osmým podlažím, je přibližně v jedné třetině nárysu proluka, čímž vzniká dojem tvaru rámu.
V šestipodlažní budově B je 23 bytových jednotek.
Ve společném suterénu je 117 parkovacích stání.